# Morungaba (kommun)
Morungaba är en kommun i Brasilien.   Den ligger i delstaten São Paulo, i den sydöstra delen av landet, 800 km söder om huvudstaden Brasília. Antalet invånare är 11 775.
Följande samhällen finns i Morungaba:
- Morungaba

Omgivningarna runt Morungaba är en mosaik av jordbruksmark och naturlig växtlighet. Runt Morungaba är det ganska tätbefolkat, med 207 invånare per kvadratkilometer.